# Luis Pérez Sabido
Luis Ángel Pérez Sabido, nacido el 7 de enero de 1940 en Mocochá, Yucatán, México, es un poeta, compositor, dramaturgo y promotor cultural  Es autor prolífico de numerosas y laureadas letras de canciones de la trova yucateca y muy recientemente (junio de 2024) del himno del Estado de Yucatán (México).

## Datos biográficos
Hizo sus estudios en la Universidad de Yucatán y en la Escuela de Teatro del Instituto Nacional de Bellas Artes. En 1965 fue el iniciador de las Serenatas del Parque de Santa Lucía que a lo largo de las décadas transcurridas se han convertido en un evento vernáculo clásico, reconocido por propios y foráneos y que pone en alto, semana a semana, en ese rincón del centro histórico de Mérida, para beneplácito del turismo, la música, las canciones y los bailables regionales.
Pérez Sabido ha sido director de Cultura del gobierno de Yucatán, del gobierno municipal de Mérida y de los teatros también meridenses José Peón Contreras y Daniel Ayala.  Es considerado uno de los más destacados investigadores sobre la música y la cultura yucatecas.   De 1988 a 1995 fue director del Museo de la Canción Yucateca, AC
Sus canciones han sido interpretadas por cantantes famosos: Luis Miguel, Armando Manzanero, Tania Libertad, Rodrigo de la Cadena, Manoella Torres, María Medina, entre otros.
Es presidente de la Sociedad Artística Ricardo Palmerín y actualmente investigador del Centro Regional Gerónimo Baqueiro Fóster (del cual ha sido director) dependiente del Instituto de Cultura de Yucatán (ICY). También es investigador emérito de la Universidad de las Artes de Yucatán.

## Obra y discografía destacada
Entre quince libros de investigación, teatro y poesía que ha publicado, así como numerosas letras y música para canciones de la trova de Yucatán, destacan:
- Letra del Himno del Estado Yucatán, Mérida, Yucatán, México. (2024).“Y las sílabas y los acentos literarios coinciden exactamente con los acentos melódicos de la obra original”, asegura Luis Pérez Sabido.[4][8]
- Álbum de canciones yucatecas, en colaboración con Pedro Carlos Herrera López, Edición Privada, Mérida, Yucatán (2012)[9]
- Diccionario de la canción popular de Yucatán. Instituto de Cultura de Yucatán, 2010. ISBN: 978-607-7824-24-4
- Nueva antología de la canción yucateca. Museo de la Canción Yucateca A.C, Yucatán, México (2005) [10]
- Guty Cárdenas, su vida y sus canciones, (2005) Luis Pérez Sabido. Editorial privada.ISBN:968-5480-591[11]
- Ha escrito (letra y música propia), principalmente boleros y bambucos. Injusta lejanía;[12] Amor en la sombra; Llavecita de amor, Encuentro; Todo era mentira y Junio, son ejemplo de ello.
- Es autor de la letra Yo sé que volverás y Todo termina, ambas musicalizadas por el renombrado Armando Manzanero.[13]
- También ha escrito la letra de canciones que han musicalizado entre otros, Ricardo Duarte, Víctor Esquivel y Ligia Cámara.
- Ha musicalizado versos de Antonio Mediz Bolio, Manuel Montes de Oca (1895 - 1967) y José Martínez Novelo.
- 50 años de poemas y canciones (1962 - 2012), disco compacto (CD), Luis Pérez Sabido, Edición de Manuel Alcocer Mézquita.(2023)

## Reconocimientos
- 2022, Premio internacional Miguel Matamoros, de Cuba otorgado por la Unión Nacional de Escritores y Artistas de ese país.[14]
- 2015, por decisión del ayuntamiento del Municipio de Mocochá, en la población natal de Pérez Sabido, la cabecera del municipio, el Centro cultural recibió el nombre del compositor. [15]
- 2014, Medalla Ricardo Palmerín al mérito artístico.[1]
- 2012, Medalla Eligio Ancona, por su actuación en la promoción de las artes y de la cultura en general.[1]
- 2006, Medalla Héctor Victoria Aguilar, presea que otorga el Congreso de Yucatán al mérito ciudadano.[5]
- 2000, con la participación de Ligia Cámara, ganaron el segundo premio del festival Juan Acereto en la ciudad de Mérida, México.[5]
- 1999, gana la medalla al mérito artístico del estado de Yucatán.[5]
- 1994, el gobierno del estado le otorga la Medalla Yucatán. A los ciudadanos distinguidos.[1]
- 1988, le es otorgada la medalla de honor del Museo de la Canción Yucateca por sus contribuciones al museo como director del mismo.[1]
- Su retrato al óleo pintado por Alonso Gutiérrez Espinosa figura en la galería de honor del Museo de la Canción Yucateca como compositor distinguido del estado de Yucatán.[1]